# Phosphaenus hemipterus
O pirilampo preto (Phosphaenus hemipterus) é uma espécie de insetos coleópteros polífagos pertencente à família Lampyridae.
Trata-se de uma espécie presente no território português.